# Economia de Botswana
Botswana va ser un dels pocs països que vaig mantenir un elevat creixement del seu economia des del 1966, any de la seva independència. No obstant això, el creixement va caure a baix del 5% en els anys 2007 i 2008, i va sofrir una forta retracció el 2009, sent que la indústria va sofrir una reducció de gairebé 30%. A través d'una disciplina fiscal i una eficient gerència, el país es va transformar d'un dels més pobres del món en una economia de renda mitjana, amb un PIB per capita de 14.100 dòlars el 2008. Dos importants bancs d'inversió classifiquen el país com un dels millors en termes de risc de crèdit en Àfrica.
La mineria de diamant va ajudar l'expansió econòmica i actualment representa més d'1/3 del producte interior brut, entre el 70 i el 80% de les exportacions i prop de meitat de les rendes del govern. La gran dependència del país d'un únic producte de luxe en les seves exportacions va ser un factor crític en la forta retracció econòmica el 2009. Altres sectors d'importància són el turisme, els serveis financers i la ramaderia de subsistència.
Malgrat l'atur ser, segons dades oficials, solament el 7,5% de la força de treball el 2007, estimatives no oficials adonen de gairebé 40%. Els índexs d'infecció pel HIV estan entre els més elevats del món, i amenacen els impressionants guanys econòmics del país. També s'espera una retracció de la producció de diamants en les properes dues dècades, la qual cosa pot significar una forta reducció del creixement en llarg termini.